# Transito della Terra da Giove
| Transiti della Terra da Giove(in corsivo sono indicati i passaggi ravvicinati) | Transiti della Terra da Giove(in corsivo sono indicati i passaggi ravvicinati) |
| ------------------------------------------------------------------------------ | ------------------------------------------------------------------------------ |
| 1º gennaio 2002                                                                |                                                                                |
| 9 luglio 2008                                                                  |                                                                                |
| 5 gennaio 2014                                                                 |                                                                                |
| 14 luglio 2020                                                                 |                                                                                |
| 10 gennaio 2026                                                                |                                                                                |
| 24 giugno 2055                                                                 |                                                                                |
| 21 dicembre 2060                                                               |                                                                                |
| 29 giugno 2067                                                                 |                                                                                |
| 26 dicembre 2072                                                               |                                                                                |
| 4 luglio 2079                                                                  |                                                                                |
| 31 dicembre 2084                                                               |                                                                                |
| 9 luglio 2091                                                                  |                                                                                |
| 4 gennaio 2097                                                                 |                                                                                |
| 15 luglio 2103                                                                 |                                                                                |
| 10 gennaio 2109                                                                |                                                                                |

Un transito della Terra viene osservato da Giove ogni qualvolta la Terra si interpone fra il pianeta e il Sole, oscurandone una piccola parte del disco; durante un simile evento, un ipotetico osservatore su Giove potrebbe osservare la Terra come un disco nero che attraversa il disco solare.
L'evento è di particolare interesse per via della presenza della Luna, solitamente osservabile contemporaneamente alla Terra nel corso del transito. In alcuni rari casi solo uno dei due corpi celesti sarà visibile davanti al Sole: ad esempio il 21 dicembre 2060 la Luna si interporrà fra il Sole e Giove mentre la Terra sfiorerà solamente il disco solare, mentre il 24 giugno 2055 la bassa distanza apparente fra i due corpi celesti, inferiore a 20 secondi d'arco, ne renderà difficile la separazione.

## Osservazione del transito
Nessun transito della Terra da Giove è sinora stato osservato da nessuna delle sonde automatiche che attualmente o in passato sono entrate in orbita attorno al gigante gassoso.
Un potenziale punto d'osservazione privilegiato per un essere umano potrebbe essere la superficie di uno dei satelliti naturali di Giove; le circostanze e le durate dei transiti potrebbero variare leggermente.

## Periodicità dei transiti
Il periodo sinodico Terra-Giove è pari a 398,883 giorni, come risulta dalla formula
{\displaystyle {\frac {1}{{\frac {1}{P}}-{\frac {1}{Q}}}}}
dove P è l'anno siderale terrestre (365,25636 giorni), e Q è il periodo orbitale di Giove (4332,71 giorni).
I transiti della Terra da Giove si ripetono ogni 83 anni; i transiti di dicembre-gennaio, come quelli di giugno-luglio, ricorrono ordinatamente a distanza di 12, 12, 12 e 47 anni.